# 是認
| ウィキペディアには「是認」という見出しの百科事典記事はありません（タイトルに「是認」を含むページの一覧/「是認」で始まるページの一覧）。 代わりにウィクショナリーのページ「是認」が役に立つかもしれません。 |